# Natura 2000-område nr. 15 Nibe Bredning, Halkær Ådal og Sønderup Ådal
Natura 2000-område nr. 15 Nibe Bredning, Halkær Ådal og Sønderup Ådal er en naturplan under det fælleseuropæiske Natura 2000-projekt. Planområdet er både EU-habitatområde, Fuglebeskyttelsesområder og ramsarområde og har et samlet areal på alt 20.341 hektar, hvoraf 12.566 ha af fjord og 7.775 ha er land. 3.696 ha af
landarealet er omfattet af naturbeskyttelseslovens § 3 med bl.a. 151 km vandløb, 46 ha hede, 440 ha natureng, 794 ha kultureng, 252 ha mose, 1.438 ha strandeng, 125 ha overdrev
og 601 sø.
Der findes i alt ca. 345 småsøer og vandhuller i området med et samlet areal på ca. 85 ha. Et areal på samlet 840 hektar af Sønderup Ådal er, over en 15 kilometer lang strækning fra Mosbæk til Vegger, fredet af flere omgange fra 1949 – 1982, for at bremse opførelsen af yderligere dambrug, og bevare den smukke natur i dalen. Områder på i alt 100 km² i Gjøl, Nibe og Halkær Bredninger er udpeget som vildtreservat, med et egentligt jagtforbud i et ca. 20 km² stort område i Gjøl Bredning.

## Området
Natura 2000-området består mod nord af de vidtstrakte lavvandede fjordområder i Limfjorden, med bl.a. Halkær, Gjøl og Nibe Bredninger, hvor der er flere større, uforstyrrede holme. På holmene og langs de fjordnære arealer i hele området findes store arealer med strandeng. Mod syd ligger to markante ådale, hvoraf den ene, Halkær Ådal, er dannet som en tunneldal under istiden og i dag fremstår som en bred ådal med vidtstrakte eng-, mose- og kærarealer omkring den regulerede å. Her findes også områdets største [ferskvandssø], den nyetablerede Halkær Sø. I den anden ådal er løber Sønderup Å, der er næsten helt ureguleret, i en erosionsdal.
Området rummer nogle af de største lavvandede fjordområder i Danmark, som især tidligere har haft store flader med ålegræs (naturtypen 1110). De lavvandede marine områder i især Nibe og Gjøl Bredning er af international betydning for flere af andefuglene i udpegningsgrundlaget, og flere af områdets uforstyrrede holme på nationalt plan udgør vigtige ynglelokaliteter for Skestork, med den største danske koloni, hættemåge og klyde. Også Ulvedyb, der er en af de største brakvandssøer i Danmark er af national betydning, både pga. sin størrelse og betydning som fuglelokalitet.
Natura 2000-planen er vedtaget i 2011, hvorefter kommunalbestyrelserne
og Naturstyrelsen skal udarbejde bindende handleplaner, som skal sikre
gennemførelsen af planen.
Natura 2000-planen er koordineret med vandplan 1.2 Limfjorden.

## Udpegningsgrundlag for Fuglebeskyttelsesområderne
(T) = trækfugl, (Y) = ynglefugl
- Skestork (Y)
- Knopsvane (T)
- Sangsvane (T)
- Pibesvane (T)
- Kortnæbbet gås (T)
- Grågås (T)
- Lysbuget knortegås (T)
- Pibeand (T)
- Krikand (T)
- Hvinand (T)
- Toppet skallesluger (T)
- Blå kærhøg (T)
- Hedehøg (Y)
- fiskeørn (T)
- Blishøne (T)
- Klyde (Y)
- Hjejle (T)
- Almindelig ryle (Y)
- Brushane (Y)
- Fjordterne (Y)
- Havterne (Y)
- Dværgterne (Y)
- Splitterne (Y)